# The Neighbourhood
The Neighbourhood (иногда используется аббревиатура THE NBHD) — американский музыкальный коллектив, играющий в жанре альтернативный рок и основанный в калифорнийском городе Таузанд-Окс в 2011 году. Группа состоит из вокалиста Джесси Разерфорда, гитаристов Джереми Фридмэна и Зака Эбелса, басиста Майки Маргота и барабанщика Брэндона Фрида.
После выпуска двух EP «I’m Sorry…» и «Thank You» 23 апреля 2013 года группа выпустила свой первый студийный альбом «I Love You». В ноябре 2014 года группа выпустила микстейп под названием «#000000 & #FFFFFF».
Второй альбом группы «Wiped Out!» был выпущен 30 октября 2015 года.
Третий альбом группы под названием «Hard To Imagine The Neighbourhood Ever Changing» был выпущен 9 марта 2018 года.
Четвертый альбом группы под названием «Chip Chrome & The Mono-Tones» был выпущен 25 сентября 2020 года.

## История

### Формирование и первый мини-альбом
В начале 2012 года The Neighbourhood собрались вместе, чтобы выпустить «Female Robbery» и «Sweater Weather». Участники группы выбрали британское написание слова neighbourhood по совету своего менеджера для того, чтобы отличить себя от группы с уже используемым американским написанием. В мае 2012 года группа представила свой первый мини-альбом «I’m Sorry…». Дебютный альбом был спродюсирован ENDs.

### I Love You.(2013)
Первый студийный альбом «I Love You.» был выпущен 23 апреля 2013 года и дебютировал на 39 месте в чарте альбомов Billboard 200. 27 июня 2013 группа исполнила свой сингл «Sweater Weather» на шоу Jimmy Kimmel Live!. Сингл возглавил музыкальные чарты в начале июня 2013 года, достигнув 1-го места в Alternative Songs и ворвавшись в первую десятку Billboard Top Heatseekers. 5 марта 2013 года был выпущен видеоклип на данную песню. В конце того же года выпущен новый мини-альбом «The Love Collection», включающий в себя три песни: «West Coast», «No Grey» и «$TING». Каждая из них была выпущена на виниле.

### Wiped Out!(2015)
Осенью 2015 года вышел новый альбом The Neighbourhood, названный как «Wiped Out!». Альбом включает 11 композиций.

### Hard To Imagine The Neighbourhood Ever Changing(2018)
В 2018 году группа выпустила альбом "Hard To Imagine The Neighbourhood Ever Changing", состоящий из 21 песни, и отправилась в мировой тур.

## Дискография

### Студийные альбомы
| Год  | Название                     | Детали                                                                   | Позиция в чартах | Позиция в чартах | Позиция в чартах | Позиция в чартах |
| Год  | Название                     | Детали                                                                   | US               | US Alt           | US Rock          | CAN              |
| ---- | ---------------------------- | ------------------------------------------------------------------------ | ---------------- | ---------------- | ---------------- | ---------------- |
| 2013 | I Love You.                  | - Дата выхода: 23 апреля 2013 - Лейбл: Columbia Records - Формат: CD, MD | 25               | 9                | 10               | 20               |
| 2015 | WIPED OUT!                   | - Дата выхода: 30 октября 2015 - Лейбл: Columbia Records                 | 13               | 1                | 2                | 15               |
| 2018 | The Neighbourhood            | - Дата выхода: 9 марта 2018 - Лейбл: Columbia Records                    | 61               | 4                | 10               | 89               |
| 2020 | Chip Chrome & The Mono-Tones | - Дата выхода: 25 сентября 2020 - Лейбл: Columbia Records                | —                | —                | —                | —                |

### Мини-альбомы
| Название      | Детали                                                                                           | Позиция в чартах |
| Название      | Детали                                                                                           | US Heat          |
| ------------- | ------------------------------------------------------------------------------------------------ | ---------------- |
| I’m Sorry…    | - Дата выхода: 7 мая 2012 - Лейбл: Columbia Records, The Revolve Group - Формат: CD, 10", MD     | 11               |
| Thank You,    | - Дата выхода: 17 декабря 2012 - Лейбл: Columbia Records, The Revolve Group - Формат: CD, 7", MD | —                |
| Ever Changing | - Дата выхода: 21 сентября, 2018 - Лэйбл: Columbia - Формат: CD, 7", MD                          | —                |

### Микстейпы
| Название          | Детали                                    |
| ----------------- | ----------------------------------------- |
| #000000 & #FFFFFF | - Дата выхода: 28 ноября 2014 - Форма: MD |

### Синглы
| 2012                                                                              | «Female Robbery»    | —   | —  | —  | —  | —  | I Love You                   |
| 2013                                                                              | «Sweater Weather»   | 14  | 1  | 4  | 7  | 68 | I Love You                   |
| 2013                                                                              | «Afraid»            | 124 | 5  | 20 | —  | —  | I Love You                   |
| 2013                                                                              | «Let It Go»         | —   | —  | —  | —  | —  | I Love You                   |
| 2014                                                                              | «#Icanteven»        | —   | —  | —  | —  | —  | #000000 & #FFFFFF            |
| 2015                                                                              | «R.I.P. 2 My Youth» | 122 | 25 | 13 | —  | —  | Wiped Out                    |
| 2015                                                                              | «The Beach»         | —   | —  | 45 | —  | —  | Wiped Out                    |
| 2015                                                                              | «Prey»              | —   | —  | —  | —  | —  | Wiped Out                    |
| 2017                                                                              | Scary Love          | —   | 22 | —  | 19 | —  | The Neighbourhood            |
| 2018                                                                              | Livin' in a Dream   | —   | —  | —  | —  | —  | Ever Changing                |
| 2019                                                                              | Middle of Somewhere | —   | —  | —  | —  | —  | Chip Chrome & the Mono-Tones |
| 2019                                                                              | Yellow Box          | —   | —  | —  | —  | —  | Death Stranding: Timefall    |
| 2020                                                                              | Cherry Flavoured    | —   | —  | —  | —  | —  | Chip Chrome & the Mono-Tones |
| 2020                                                                              | Devil's Advocate    | —   | —  | —  | —  | —  | Chip Chrome & the Mono-Tones |
| 2020                                                                              | Pretty Boy          | —   | —  | —  | —  | —  | Chip Chrome & the Mono-Tones |
| "—" означает, что сингл либо не попал в чарты, либо не был издан в данной стране. |                     |     |    |    |    |    |                              |

### Видеоклипы
| Название              | Дата выхода                |
| --------------------- | -------------------------- |
| «Female Robbery»      | 2012 (Срежиссировано ENDS) |
| «Let It Go»           | 2012 (Срежиссировано ENDS) |
| «A Little Death»      | 2012 (Срежиссировано ENDS) |
| «Sweater Weather»     | 2013 (Срежиссировано ENDS) |
| «Afraid»              | 2013 (Срежиссировано ENDS) |
| «#icanteven»          | 14 февраля 2015            |
| «Warm»                | 17 февраля 2015            |
| «Dangerous»           | 19 февраля 2015            |
| «RIP2MyYouth»         | 20 августа 2015            |
| «The Beach»           | 24 сентября 2015           |
| «Daddy Issues»        | 5 мая 2016                 |
| «Scary Love»          | 9 марта 2018               |
| «Middle of Somewhere» | 16 августа 2019            |
| «Cherry Flavoured»    | 21 июля 2020               |
| «Devil's Advocate»    | 21 августа 2020            |
| «Pretty Boy»          | 27 августа 2020            |